# غریب امزین
غریب امزین (عربی: غریب أمزین؛ زادهٔ ۳ مهٔ ۱۹۷۳) یک بازیکن فوتبال اهل مراکش است.
وی همچنین در تیم ملی فوتبال مراکش بازی کرده‌است.